# Татчин Сергій Олександрович
Сергій Татчин — український поет, художник.

## Життєпис
Сергій Татчин — український поет, художник. Народився в м. Вінниця. Автор 9 книг поезії, численних публікацій у колективних виданнях, періодиці та мережі інтернет. Лауреат премій «Кришталева вишня» (2014), М. Стельмаха (2016), М. Коцюбинського (2017), А.Бортняка (2018), А.Криловця (2020), І.Огієнка (2022). Учасник низки літературних фестивалів та видавничих форумів.

## Нагороди і відзнаки
- Літературно-мистецька премія «Кришталева вишня» (2013)[1]
- Літературна премія імені Михайла Стельмаха журналу «Вінницький край» (2016)[2]
- Всеукраїнська літературна премія імені Михайла Коцюбинського (2017) за збірку вибраної лірики «Пташка».[3]
- Літературна премія імені Анатолія Бортняка (2018) за збірку «Вінницька абетка».[4]